# Anton Praetorius
Anton Praetorius (1560 i Tyskland i Lippstadt – 6. december 1613 i Laudenbach på Bergstraße) var en tysk præst, reformert theologi og forfatter. Desuden kæmpede han mod hekseprocesser og tortur.

## Liv og virke
I 1586, i byen Kamen, fødte hans kone Maria en søn ved navn Johannes. Anton Praetorius var den første reformerte præst i landsbyen Dittelsheim, hvor han i 1595 forfattede den ældste beskrivelse af ”1. Große Fass im Heidelberger Schloss” på latin. I 1596 blev han fyrstelig hofprædikant i Birstein (nærved Frankfurt/Main). I 1597 blev Praetorius af fyrsten udnævnt til medlem af fekseretten. Praetorius protesterede imod torturen og opnåede, at processen blev afsluttet, og at den anklagede kvinde blev løsladt. Dette er den eneste overleverede sag, hvor en præst formåede at afslutte den umenneskelige tortur under en hekseproces – og havde heldet med sig.
Praetorius mistede sit embede som hofprædikant og blev i 1598 præst i Laudenbach (Bergstraße). Under sin søns navn – Johannes Scultetus – i 1598, offentliggjorde han bogen ”Gründlicher Bericht von Zauberey und Zauberern” imod forestillingerne om hekse og mod tortur. I 1602 kom hans 2. udgave ” Gründlichen Berichts”, hvori han viste sit mod og opgav sit eget navn som forfatter. I 1613 udgav han sit 3. oplag med en personlig præposition. I 1629 udgav ukendte personer en fjerde udgave af Praetorius’ ”Bericht über Zauberey und Zauberer”.

## Værker af Praetorius
- Vas Heidelbergense, Heidelberg, Oktober 1595
- Gründlicher Bericht von Zauberey und Zauberern. Durch Joannem Scultetum Westphalo Camensem 1598 (Johannes Scultetus er en pseudonym for Anton Praetorius)
- Gründlicher Bericht von Zauberey und Zauberern: kurtz und ordentlich erklärt durch Antonium Praetorium 1602. Ny Udgave 1613, 1629
- De Sacrosanctis Sacramentis novi foederis Jesu Christi 1602 (Sakramentelære)

## Links
- http://www.anton-praetorius.de livsdata og litteratur

- http://www.fass-heidelberg.de Arkiveret 15. maj 2006 hos  Wayback Machine Anton Praetorius og det 1. Große Fass im Heidelberger Schloss

- http://www.rzuser.uni-heidelberg.de/%7Ecd2/drw/F3/praetor/o02wid.htm Tysk originaltekst af ”des Berichtes von Praetorius 1613”